# Linea di successione al trono del Qatar
La linea di successione al trono del Qatar è determinata da nomine all'interno della famiglia Al Thani.
Il precedente emiro, Hamad bin Khalifa al-Thani (in arabo: الشيخ حمد بن خليفة آل ثاني), ha nominato erede al trono il suo quarto figlio Tamim bin Hamad al-Thani (in arabo: الشيخ تميم بن حمد آل ثاني) l'8 agosto 2003, dopo che suo fratello Jasim bin Hamad Al-Thani, che fu l'erede dal 1996 al 2003, ha rinunciato alla nomina. Tamim Bin Hamad è diventato emiro il 25 giugno 2013 a seguito dell'abdicazione del padre.